# Eve Gordon
Eve Gordon (Pittsburgh, 25 juni 1960) is een Amerikaanse actrice.

## Biografie
Gordon studeerde af in geschiedenis aan de Brown-universiteit in Providence (Rhode Island) en haalde hierna haar master of fine arts in acteren aan de Yale School of Drama in New Haven (Connecticut). 
Gordon begon in 1981 met acteren in de televisieserie Ryan's Hope, waarna zij nog meerder rollen speelde in televisieseries en films. Naast het acteren voor televisie is zij ook actief in off-Broadway theaters, zo speelde zij in theaters in onder anderen Parijs, Madrid, Chicago en Los Angeles. 
Gordon is in 1987 getrouwd met acteur Todd Waring met wie zij twee dochters heeft. 

## Filmografie

### Films
Uitgezonderd korte films.
- 2020 Irresistible - als Tonya Vanelton
- 2018 Doxxed - als Grace Lo
- 2017 The Garage Sale - als Merrin
- 2017 The Circle - als senator Williamson
- 2017 Heartland - als Sherri
- 2016 Ouija: Origin of Evil - als Joan
- 2016 The Tiger Hunter - als mrs. Womack
- 2013 Chasity Bites – als schoolhoofd Lovehart
- 2009 Happy Tears – als tv verslaggeefster
- 2008 Public Interest – als Karen Montgomery
- 2008 Recount – als Monica Klain
- 2006 the Mikes – als Gwen Stanley
- 2006 The Grudge 2 – als schooladviseur
- 2006 Thanks to Gravity – als Mariella
- 2005 Miss Congeniality 2: Armed & Fabulous – als huisvrouw
- 1999 Come On, Get Happy: The Partridge Family Story – als Shirley Jones / Shirley Partridge
- 1998 I'll Be Home for Christmas – als Carolyn
- 1997 A Thousand Men and a Baby – als Genevieve Keenan
- 1997 Honey, We Shrunk Ourselves – als Diane Szalinski
- 1995 Dad, the Angel & Me – als Maggie
- 1995 Never Say Never: The Deidre Hall Story – als Robin
- 1995 The Heidi Chronicles – als Lisa
- 1992 The Secret Passion of Robert Clayton – als Katherine
- 1992 Leaving Normal – als Emily
- 1991 Paradise – als Rosemary Young
- 1991 Switched at Birth – als Darlena
- 1991 The Boys – als Amanda
- 1991 The Whereabouts of Jenny – als Theresa
- 1990 Avalon – als Dottie Kirk
- 1986 George Washington II: The Forging of a Nation – als Betsy Hamilton
- 1982 Gemini – als Judith

### Televisieseries
Uitgezonderd eenmalige gastrollen.
- 2019 Big Little Lies - als dr. Danielle Cortland - 3 afl.
- 2019 Doxxed - als Grace Lo - 2 afl.
- 2017 The Good Doctor - als verpleegster Fryday - 2 afl.
- 2015 Masters of Sex - als Judith - 2 afl.
- 2012-2013 Don't Trust the B---- in Apartment 23 – als Connie Colburn – 10 afl.
- 2011-2012 Hart of Dixie – als Delia Ann Lee – 4 afl.
- 2011 American Horror Story – als Dr. Hall – 4 afl.
- 1998-2002 Felicity – als Barbara porter / Barbara Hunter – 7 afl.
- 1998 The Practice – als Janet Walsh – 2 afl.
- 1994 The Good Life – als Maureen Bowman – 13 afl.
- 1992-1993 The Powers That Be – als Jordan Miller – 21 afl.
- 1988-1989 Almost Grown – als Suzie Long Foley – 13 afl.
- 1981 Ryan's Hope – als Mindy Peters  - 2 afl.

- Bibliothèque nationale de France: cb14182480m (data)
- Gemeinsame Normdatei: 1065007531
- International Standard Name Identifier: 0000 0000 7840 185X
- Library of Congress Control Number: no2005081831
- Nationale Bibliotheek van Israël: 987007328202605171
- Virtual International Authority File: 19415825
- WorldCat: E39PBJrKPCfkXCqCKHgp7tPRKd